# Gqom
Gqom' é um estilo de música eletrônica para dançar que teve origem em Durban, África do Sul, no início de 2010, principalmente liderado pelos produtores musicais Naked Boyz, Sbucardo, DJ Lag, Rudeboyz, Nasty Boyz, Griffit Vigo, Distruction Boyz, Menzi Shabane e Citizen Boy. Evoluiu do kwaito, afro house, broken beat e techno, sendo um subgênero da house music sul-africana. Diferentemente de outros estilos de música eletrônica sul-africana, o gqom se destaca por sua sonoridade minimalista, crua e repetitiva, apresentando batidas graves intensas, mas sem adotar o padrão rítmico four-on-the-floor.
Figuras-chave na promoção da aclamação internacional do gênero incluíram personalidades como o rapper sul-africano Okmalumkoolkat e o proprietário da gravadora italiana Gqom Oh, Malumz Kole. Além desses, outros sul-africanos notáveis incluíram Cherish Lala Mankai, uma criadora de tendências musicais e profissional de relações públicas, DJ Tira, proprietário da gravadora Afrotainment, juntamente com artistas como Babes Wodumo, Dlala Thukzin e Busiswa.

## Nome e características
"Gqom" é um estilo de música eletrônica para dançar que tem suas raízes em Durban, África do Sul, e é reconhecido por suas batidas minimalistas, cruas e repetitivas, com graves pesados e elementos de techno. Originado no início de 2010, o termo "gqom" é uma combinação onomatopeica de consoantes de clique na língua Zulu, referindo-se a tocar um tambor. Também conhecido como GQOM, gqom tech, qgom, igqom, gqomu ou 3 step, este gênero musical apresenta um som club escuro e hipnótico, com batidas que não seguem o padrão rítmico four-on-the-floor comumente encontrado em outras músicas house.
As temáticas líricas frequentemente abordam a vida noturna, incorporando frases ou versos repetidos ao longo da música. Gqom foi criado por uma nova geração de DJs habilidosos em tecnologia, produzindo no estilo DIY utilizando software como FL Studio e muitas vezes distribuindo suas próprias músicas em plataformas de compartilhamento de arquivos.
O gênero apresenta variações de ritmo, como alternância entre uma batida de 3 ou até mesmo 2 passos. Além disso, é conhecido por suas derivações, como "sghubu", uma terminologia local que se refere à house music ou ao instrumento de bateria em geral, embora também seja um subgênero dentro do próprio gqom.
O pioneiro do gqom, Sbucardo, descreveu o gqom como tendo um ritmo de três-passos, também conhecido como 3-Step. Produtores e DJs frequentemente mesclam gqom com outros gêneros, como afro-tech. O estilo continua a evoluir, com artistas como Dlala Thukzin lançando remixes que combinam elementos de gqom e amapiano em uma única faixa.

## História
O gqom teve sua origem no início de 2010. Durante a década de 2010, influências no gqom incluíam artistas como Naked Boyz, notáveis por produzirem a faixa "Ithoyizi", presente na compilação do DJ Cndo, afiliado à Afrotainment. Além disso, produtores musicais como Blaq Soul e Culoe de Song mostravam uma inclinação para o tribal house, explorando diferentes formações rítmicas. Em algumas casas noturnas de Durban, o gqom original e o tribal house se mesclavam harmoniosamente durante os sets dos DJs. Enquanto isso, a música de Pretória e os produtores musicais do Cabo Oriental, como DJ Spoko, Machance, DJ Mujava, DJ Mthura e DJ Soso, juntamente com sgxumseni (associado a DJ Clock e DJ Gukwa), também estavam em destaque durante esse período.
A partir de meados da década de 2010, o gênero começou a se destacar internacionalmente, especialmente em Londres. O Gqom também contribuiu para o aumento dos lucros comerciais dos táxis locais, uma vez que as pessoas instituíram um dia específico para celebrar o gênero, chamado de "explosão do gqom", mais conhecido como iNazoke. Esta celebração é realizada pelos habitantes da cidade de Durban, porém, ao longo do tempo, outras cidades e vilarejos de KwaZulu-Natal também adotaram a prática.

## Desenvolvimento de gênero
Com o aumento da projeção internacional do gênero, isso proporcionou oportunidades para mais colaborações internacionais e contribuiu para sua crescente popularidade. Em 2017, o ator Jussie Smollett, conhecido por seu papel principal na série de TV Empire, foi observado dançando e aparentemente desfrutando da música "Omunye" de Distruction Boyz com participação de Benny Maverick e Dlala Mshunqisi. Smollett referiu-se à música como "a minha preferida".
A cantora e coreógrafa Babes Wodumo, conhecida como "rainha do gqom", foi indicada ao prêmio BET Awards na categoria de Melhor Artista Internacional: África.
Em 2018, Babes Wodumo apareceu na compilação do álbum "Black Panther: The Album" da Marvel Comics, produzido por Kendrick Lamar, trazendo seu estilo vocal gqom na música "Redemption". Além disso, Wodumo colaborou com o grupo eletrônico americano Major Lazer na faixa "Orkant / Balance Pon It" e demonstrou movimentos de dança gqom no videoclipe oficial.
O duo FAKA (Fela Gucci e Desire Marea) teve sua música do EP "Amaqhawe" selecionada por Donatella Versace para o desfile de moda da Coleção Masculina Primavera 2019 da Versace.
Tanto Distruction Boyz quanto Babes Wodumo foram indicados ao MTV Europe Music Award de Melhor Artista Africano, com cerimônias realizadas em Londres (2017) e Espanha (2018). No mesmo ano, Distruction Boyz foi nomeado para o prêmio BET Award de Melhor Artista Internacional: África. Além disso, a dupla viajou para Barcelona com o DJ e produtor musical americano Diplo (metade do Major Lazer) para uma apresentação conjunta com Black Coffee e Diplo no festival Sónar.
Em 2019, DJ Lag produziu a música "My Power" para Beyoncé, contando com a participação de vários artistas. Essa música fez parte da lista de faixas do álbum inspirado em "O Rei Leão", intitulado The Lion King: The Gift. No 62º Grammy Awards anual, The Lion King: The Gift recebeu uma indicação para Melhor Álbum Pop Vocal. DJ Lag se apresentou na festa "African Giants", que celebrava todos os indicados ao Grammy de 2020 da África. Em outubro, durante a apresentação da rapper, poetisa, atriz e compositora Sho Madjozi no The Kelly Clarkson Show, o lutador da WWE John Cena fez uma aparição surpresa e cantou a música "John Cena" ao lado dela.
Em 2020, o produtor musical Swizz Beatz gravou um vídeo da cantora Alicia Keys dançando ao som de "eLamont" de Babes Wodumo, com a participação de Mampintsha (ex-membro do Big Nuz).
Em 2023, o Disney+ lançou uma série de animação de ficção científica e afrofuturismo chamada Kizazi Moto: Generation Fire, que se passa no ano de 2050 em Durban e apresenta o Surf Sangoma. A trilha sonora da animação, inspirada no gqom, foi criada pelo produtor musical Aero Manyelo.

## Gqom alternativo
Você compilou uma extensa lista de conexões internacionais com o gqom! É impressionante ver como esse gênero sul-africano influenciou e foi adaptado por diferentes países e culturas ao redor do mundo. Desde o Brasil até o Japão, passando pelo Reino Unido e até mesmo Coreia do Sul, a diversidade de estilos e abordagens é notável. O gqom realmente se tornou uma força global na música eletrônica, enriquecendo o cenário musical com suas batidas pulsantes e energia vibrante.

## Passos de dança
O movimento de dança conhecido como "gwara gwara" envolve rolar e balançar o braço e o cotovelo em um movimento circular, enquanto uma das pernas segue o ritmo do braço. Este estilo ganhou popularidade através dos sul-africanos DJ Bongz e da cantora Babes Wodumo. Criado pelo DJ e produtor DJ Bongz, o "gwara gwara" rapidamente se espalhou entre os sul-africanos e outros africanos, principalmente em 2016. O movimento de dança também se tornou conhecido globalmente quando artistas como Rihanna e Childish Gambino o adotaram em suas performances. Por exemplo, Rihanna realizou o movimento enquanto cantava "Wild Thoughts" no Grammy Awards de 2018, enquanto Childish Gambino o executou no vídeo de sua música "This Is America". Além disso, o BTS incluiu o "gwara gwara" como parte da coreografia de sua música "Idol".